# Drillactis leucomelos
Drillactis leucomelos is een zeeanemonensoort uit de familie Edwardsiidae.
Drillactis leucomelos is voor het eerst wetenschappelijk beschreven door Parry in 1951.